# Albertina Krummel Maciel
Albertina Krummel Maciel (São José, 24 de fevereiro de 1911 — São José, 23 de novembro de 1969), também conhecida como Dona Tide, foi uma filantropa e política brasileira. Primeira vereadora de São José, foi também a primeira mulher a ser presidente de uma Câmara Municipal em Santa Catarina, além de ser a patrona da primeira escola josefense, que leva seu nome. 

## Família
Nascida em 1911, era filha de Constâncio Krummel e Maria Olinda Krummel. Seu pai, um engenheiro, foi prefeito de São José entre 1922 e 1926. Albertina casou-se com José Pessoa Maciel, e teve dois filhos, Constâncio Krummel Maciel e Aldo Krummel Maciel. O mais velho, Constâncio, seria prefeito de São José como o avô. Outros descendentes de Albertina também seguiram carreira política: seus netos Constâncio Alberto Sales Maciel e Túlio Maciel Nascimento e um de seus bisnetos, Constâncio Krummel Maciel Neto, foram eleitos vereadores de São José.

## Carreira política e legado
Foi a primeira mulher a se tornar vereadora em São José, tendo sido eleita duas vezes, ficando no cargo entre 1963 e 1967. Entre 1963 e 1964, foi presidente da Câmara Municipal, sendo a primeira mulher eleita como presidente de uma Câmara de Vereadores em Santa Catarina.
Albertina faleceu repentinamente durante a campanha para mais um mandato, em 1969. Segundo seus descendentes, ele recebeu votos mesmo assim e teria vencido.
Em São José, a Escola Básica Municipal Vereadora Albertina Krummel Maciel, criada por ela na Fazenda Santo Antônio em 1965 - é a mais antiga da rede municipal - ganhou mais tarde seu nome atual em homenagem a sua fundadora. Na câmara josefense, além da galeria das vereadoras levar o nome dela, uma comenda, a Medalha Albertina Krummel Maciel, foi criada no início dos anos 2000 e é dada a mulheres que se destacam e prestam serviços relevantes ao município em uma cerimônia na época do Dia Internacional da Mulher.